# Hřebenáč
Hřebenáč är ett berg i Tjeckien.   Det ligger i regionen Liberec, i den norra delen av landet, 110 km nordost om huvudstaden Prag. Toppen på Hřebenáč är 566 meter över havet.
Terrängen runt Hřebenáč är kuperad åt sydost, men åt nordväst är den platt.Runt Hřebenáč är det ganska glesbefolkat, med 43 invånare per kvadratkilometer. Närmaste större samhälle är Nové Město pod Smrkem, 1,7 km sydväst om Hřebenáč. I omgivningarna runt Hřebenáč växer i huvudsak blandskog.